# Eskimonebel
Der Eskimonebel, NGC 2392, ist ein planetarischer Nebel im Sternbild Zwillinge. Er hat eine Größe von 0,8' × 0,7' und eine scheinbare Helligkeit von 9,1 mag und ist somit leicht mit kleineren Teleskopen zu beobachten. Der Nebel ist rund 6.000 Lichtjahre vom Sonnensystem entfernt mit einer Ausdehnung von 0,7 Lichtjahren.
Der Nebel ist vor etwa 10.000 Jahren entstanden, als der etwa sonnengroße Zentralstern seine äußere Hülle durch eine Eruption abgeworfen hat. 

Untersuchungen haben ergeben, dass der Zentralstern von zwei sich unterschiedlich schnell ausdehnenden, konzentrischen Gashüllen umgeben ist. Die Hüllen werden durch die starke Strahlung des sehr heißen Zentralsterns zum Leuchten angeregt.
Beim Zentralstern handelt es sich um einen O8-Zwergstern mit etwa der 40fachen Leuchtkraft der Sonne. Die absolute Helligkeit wird mit etwa +0,7 mag angegeben und die Oberflächentemperatur beträgt etwa 40.000 Kelvin.
Vermutlich ist NGC 2392 in Wirklichkeit gar nicht so rund wie er aussieht, sondern bipolar geformt, wobei wir in seine Polachse hineinblicken.

## Erscheinungsbild
Zur Beobachtung des Eskimonebels ist ein Teleskop notwendig. In einem guten Fernglas ist er zwar zu sehen, allerdings nur als schwacher Lichtpunkt. Schon in einem kleinen Teleskop von einer Öffnung von rund 10 cm ist der Eskimonebel als kleine Scheibe zu sehen. Es kann hilfreich sein, einen Nebelfilter zu verwenden. Mit größeren Öffnungen lassen sich dann interessante Merkmale sehen, wie die Unterteilung in zwei Schalen und den Bogen, der wie die Kapuze eines Eskimos erscheint. Mit Teleskopöffnungen jenseits von 50 cm, wie sie unter den meisten Amateuren unüblich sind, kann man sich an einer Herausforderung versuchen: Auf der gegenüberliegenden Seite befindet sich eine dunkle Stelle in einem Gasfragment, die Brücke genannt wird. Zur erfolgreichen Sichtung sind neben einem großen Teleskop perfekte Bedingungen hinsichtlich des Seeings notwendig, wie sie in Mitteleuropa eigentlich nur im Hochgebirge zu finden sind.